# Poljub
Poljub (strokovno oskulacija) je dotikanje z ustnicami. Zaradi izredne občutljivosti ustnic je poljub ena od najbolj čutnih oblik dotika, ki lahko izraža naklonjenost, spoštovanje, pozdrav ali spolno slo (odvisno od kulture in mesta dotika). 

## Biološko ozadje
Antropološka znanost vse do danes še ni razrešila uganke, ali je poljub priučen ali nagonski vedenjski pojav. Dotikanje z ustnicami je znano tudi pri nekaterih drugih živalskih vrstah. Sodi lahko v okvir čiščenja osebka ali pa hranjenja, ko samica prežvečeno hrano ponuja svojim mladičem. Poljubljanje omogoča ovohavanje in okušanje nasprotnega osebka. 
Pri ljudeh se z draženjem čutnic med poljubljanjem sproži kemično-biološki proces izločanja hormonov, povečuje se ugodje in dviguje poželenje, poviša se srčni utrip, posledično se poveča prekrvavljenost vseh organov, zato se zviša tudi temperatura telesa. Domnevajo, da izmenjava za posameznika specifičnih snovi pri poljubljanju omogoča biološko oceno sprejemljivosti oz. združljivosti dveh osebkov. Nevropeptidi, ki se ob poljubljanju izločajo v možganih, so znak, da je različnost genoma med osebama zadostna. Tako ženske nezavedno bolj privlačijo moški z drugačno sestavo genov imunskega sistema. Poljub je torej tudi evolucijsko orodje, saj bosta partnerja z različno sestavo genov imunskega sistema (MHC) imela potomce z močnejšim imunskim sistemom. Poljubljanje je iz istih razlogov nekakšno naravno cepivo. Partnerja, ki dalj časa živita skupaj, imata več kot 70% istih bakterij, preostanek različnih pa se s poljubljanjem prenaša in zopet vzpodbudi izražanje genov imunskega sistema.

## Prenos bolezni
Pri izmenjavi sline med poljubljanjem poleg bakterij prenašamo tudi različne viruse. Možnost spolno prenosljivih okužb je s poljubljanjem zato velika. Krog potencialnih bolezni, kjer se virusi prenašajo s slino, je zelo velik, od blagih bolezenskih znakov kot sta žlezna vročina in herpes, do bolj nevarnih. Vendar pa se virus HIV, ki povzroča najnevarnejšo med njimi (AIDS) ne prenaša s slino. Obstaja samo en potrjen primer prenosa virusa HIV s poljubljanjem, kjer sta imela oba partnerja poškodbo dlesni (in se je torej virus prenesel neposredno s krvjo)